# بئر علي بن خليفة
بئر علي بن خليفة إحدى مدن الجمهورية التونسية، تقع في ولاية صفاقس.

## أعلام
- مبروكة مبارك